# Mambasa
Mambasa är ett territorium i Kongo-Kinshasa. Det ligger i provinsen Ituri, i den nordöstra delen av landet, 1 700 km öster om huvudstaden Kinshasa.